# Friedrich von Weech

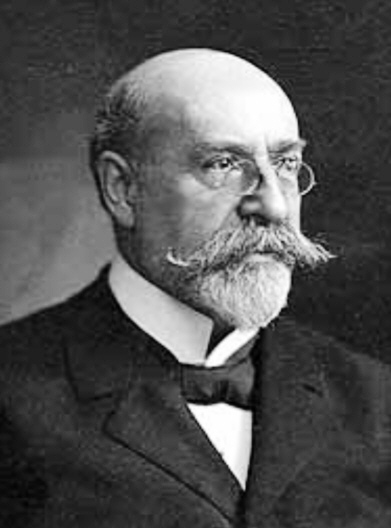
Friedrich von Weech

Friedrich Otto Aristides von Weech (* 16. Oktober 1837 in München; † 17. November 1905 in Karlsruhe) war ein deutscher Archivar und Historiker.

## Leben
Friedrich Weech war der Sohn des in königlich-griechischen Diensten stehenden Hauptmanns Friedrich Joseph von Weech (1794–1837) und dessen Ehefrau Augusta, geborene von Guetmann. Er legte 1856 das Abitur am Maximiliansgymnasium München ab, unter anderem mit Wilhelm von Bezold und Hermann von Stengel. Anschließend studierte er an der Ludwig-Maximilians-Universität München und der Heidelberg Rechtswissenschaft und Geschichte. 1858 wurde er im Corps Guestphalia Heidelberg recipiert. Als Inaktiver wechselte er an die Friedrich-Wilhelms-Universität zu Berlin. 1860 wurde er in München zum Dr. phil. promoviert. 1865 heiratete er Therese Seuffert (1842–1900), mit der er drei Töchter hatte.
Er arbeitete danach mit bei der Herausgabe der Deutschen Städtechroniken für die Historische Kommission bei der Bayerischen Akademie der Wissenschaften in München unter Leitung des Erlanger Historikers Karl Hegel. Dabei übernahm er die historische Bearbeitung des in dem zweiten Band der Nürnberger Chroniken enthaltenen Berichts von Erhard Schürstab († 1461) über den so genannten markgräflichen Krieg von 1449 bis 1450.
1862 habilitierte er sich an der Universität Freiburg als Privatdozent der Geschichte. Nach zwei Jahren Tätigkeit wurde er 1864 an die Großherzogliche Hofbibliothek in Karlsruhe berufen. Sein Amtsvorgänger war Joseph Bader. Seine Ernennung zum Archivrat am Generallandesarchiv erfolgte 1868 und zum Direktor 1885. In seiner Amtszeit wurde das Generallandesarchiv zu einem wissenschaftlichen Institut erhoben, und die Herausgabe der „Inventare des Grossherzoglich Badischen General-Landesarchivs“ begann. Bereits 1883 wurde er Sekretär der neugegründeten Badischen Historischen Kommission.
Für die Stadt Karlsruhe erwarb sich von Weech durch seine Beteiligung beim Aufbau des Stadtarchivs große Verdienste. Drei Jahre nach dessen Gründung wurde er im Jahr 1888 in die städtische Archivkommission berufen, der er bis kurz vor seinem Tode angehörte. Im Auftrag der Archivkommission verfasste von Weech eine dreibändige Stadtgeschichte, deren erster Band 1895 erschien und die 1904 abgeschlossen wurde. Darüber hinaus war er ein bedeutender Landeshistoriker. Seit 1901 war er korrespondierendes Mitglied der Bayerischen Akademie der Wissenschaften. Weech war ab 1868 Mitherausgeber der Zeitschrift für die Geschichte des Oberrheins.

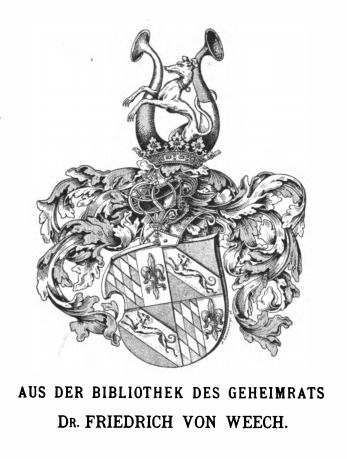
Exlibris

## Ehrungen
Ihm wurden die Titel Großherzoglich Badischer Kammerherrn und Geheimrat sowie 1872 der württembergische Olga-Orden verliehen.
Die Weechstraße in der Karlsruher Oststadt wurde nach ihm benannt.

## Schriften (Auswahl)
- Baden unter den Großherzögen Karl Friedrich, Karl, Ludwig 1738–1830. Freiburg 1864.
- Korrespondenzen und Aktenstücke zur Geschichte der Ministerkonferenzen von Karlsbad und Wien 1819–20 und 1834. Leipzig 1865.
- Geschichte der badischen Verfassung. Karlsruhe 1868.
- Baden in den Jahren 1852 bis 1877. A. Bielefeld, Karlsruhe 1877 (in 102.000 Exemplaren, aus Anlass des Regierungsjubiläums des Großherzogs von Baden).
- Aus alter und neuer Zeit. Nachträge und Aufsätze. Leipzig 1878.
- Die Deutschen seit der Reformation. Mit besonderer Berücksichtigung der Culturgeschichte. Teubner, Leipzig 1878.
- Die Zähringer in Baden. Karlsruhe 1881.
- Karl Friedrich von Baden. Aus dem Nachlass von R. F. Nebenius. Karlsruhe 1868.
- Beschreibung des schwedischen Kriegs von Sebastian Burster, 1630–1647. Leipzig 1875.
- Badische Biographien. Heidelberg 1875, Sammelwerk in zwei Bänden, Nachtrag 1881 (Digitalisat), später von anderen Hrsg. fortgeführt.
- Codex diplomaticus Salemitanus. Urkundenbuch der Cistercienser-Abtei Salem (1134–1498). 3 Bände, Karlsruhe 1883–1895. (Digitalisat)
- Siegel und Urkunden aus dem badischen Generallandesarchiv. Frankfurt 1883–1886.
- Regesten zur Geschichte der Bischöfe von Konstanz. Innsbruck 1886 ff.
- Badische Geschichte. A. Bielefeld, Karlsruhe 1890.
- Karlsruhe. Geschichte der Stadt und ihrer Verwaltung. 3 Bände, Karlsruhe 1895–1904 (Digitalisat).